# Вудхауз, Джон, 4-й граф Кимберли
Джон Вудхауз, 4-й граф Кимберли (англ. John Wodehouse, 4nd Earl of Kimberley; 12 мая 1924 — 26 мая 2002) — британский пэр и бобслеист. Он носил титул учтивости — лорд Вудхауз с 1932 по 1941 год.

## Происхождение и образование
Родился 12 мая 1924 года. Единственный сын Джона Вудхауза, 3-го графа Кимберли (1883—1941), и Маргарет Ирби (1884—1950). Он получил образование в Итонском колледже и колледже Магладины в Кембридже. Служил в гренадерской гвардейской бронетанковой дивизии в 1943—1945 годах.
16 апреля 1941 года после смерти своего отца, погибшего в результате воздушного налета, Джон Вудхауз унаследовал титулы 4-го графа Кимберли из Кимберли, графство Норфолк, 6-го бароа Вудхауза из Кимберли, графство Норфолк, и 11-го баронета Вудхауза из Кимберли, графство Норфолк.
Джон Вудхауз был крестником писателя Пелама Гренвилла Вудхауса, своего дальнего родственника, оба происходили от сэра Армине Вудхауза, 5-го баронета.

## Личная жизнь
Лорд Кимберли имел репутацию самого женатого пэра Британии: он был женат шесть раз. Его первый брак состоялся 27 октября 1945 года на Диане Эвелин Лег (28 марта 1924 — 11 ноября 2000), дочери сэра Пирса Лега и Сары Брэдфорд; они развелись в 1949 году.
Его следующий брак 9 февраля 1949 года был с австралийкой Кармел Джун Даннетт (урождённой Магуайр) (? — 1992). До развода в 1952 году у них родился сын:
- Джон Вудхауз, 5-й граф Кимберли (род. 15 января 1951), преемник отца.

15 сентября 1953 года лорд Кимберли женился третьим браком на Синтии Вестендарп (урождённой Эбди Коллинз) (1915—1999), но в 1961 году они развелись. У них было двое сыновей:
- Достопочтенный Эдвард Эбди Вудхауз (род. 29 мая 1954)
- Достопочтенный Генри Виндэм Вудхауз (род. 26 апреля 1956); служил в Особом отделении столичной полиции.

Его следующий брак 7 июля 1961 года был на модели Маргарет Саймонс, но они также развелись в 1965 году. У супругов был один сын:
- Достопочтенный Чарльз Джон Вудхауз (род. 30 марта 1963)

Затем Вудхауз в пятый раз женился на Джиллиан Айрлэнд-Смит 8 августа 1970 года. Они развелись в 1982 году, чтобы он мог жениться на Саре Джейн Хоуп Консетт (род. 25 апреля 1944), дочери подполковника Кристофера Д’Арси Престона Консетта, 20 августа 1982 года. Этот брак продлился до конца его жизни.

## Политика
Лорд Кимберли был вице-президентом Всемирного совета по алкоголизму, членом Королевского авиационного общества и некоторое время представителем либеральной партии по вопросам аэрокосмической, оборонной и добровольной общественной деятельности в Палате лордов. Однако в 1979 году он вступил в Консервативную партию. Он был давним членом Всепартийной группы защиты Палаты лордов (почетный секретарь с 1978 года) и стал делегатом Великобритании в Североатлантической ассамблее с 1981 года. С этого года он был членом Совета Воздушной лиги. Он был членом Ассоциации консервативных пэров, Совета Британской морской лиги, Королевского института объединённых служб, Института стратегических исследований и Британского атлантического комитета.
В течение нескольких лет он был активным членом Консервативного клуба понедельника, присоединился к нему в 1982 году и в следующем году был назначен председателем комитета клуба по иностранным делам, а также вошёл в его Исполнительный совет . Под его председательством в комитете в августе того же года адвокатом Дэвидом Спарроу был опубликован документ о политике клуба о будущем Гонконга. В качестве председателя комитета Клуба по иностранным делам он также выступил на пленарном заседании НАТО в июне того же года, поддержав развертывание крылатых ракет, а 8 октября 1983 года выступил на дневной конференции Клуба по Юго-западному региону в Тонтоне по вопросу «Оборона и CND».
Он написал мемуары под названием «Прихоть колеса» после того, как в 1998 году перенес инсульт. Он также участвовал в дебатах в Палате лордов по вопросу неопознанных летающих объектов:

«НЛО бросают вызов мирской логике… Человеческий разум не может начать понимать характеристики НЛО: их движение, их внезапное появление, их исчезновение, их огромные скорости, их тишину, их маневры, их кажущуюся антигравитацию, их меняющиеся формы». Граф Кимберли. Палата лордов.